# Carolyn Pickles
Carolyn Pickles (Wakefield, 8 febbraio 1952) è un'attrice britannica apparsa in ruoli teatrali e televisivi, e principalmente nota per aver interpretato Shelly Williams in Valle di luna.

## Biografia
Nata nello Yorkshire da James Pickles, Carolyn è nipote dell'attrice Christina Pickles e pronipote di Wilfred Pickles, una personalità della BBC. È cresciuta ad Halifax, dove ha anche perseguito la propria istruzione. Successivamente, si è trasferita a Manchester per studiare arti drammatiche all'Università di Manchester, periodo nel quale ha preso parte ad un certo numero di produzioni studentesche, tra le quali Narrow Road to the Deep North di Edward Bond e Madre Coraggio e i suoi figli di Brecht, spettacolo del quale è stata protagonista.
Nel 1986 è stata scelta per interpretare la protagonista Miss Bluebell nell'omonima serie della BBC. Nel 1995 interpreta Linda Livingstone nel film Io no spik inglish con Paolo Villaggio, mentre successivamente ha recitato nel ruolo dell'ispettrice capo Kim Reid in The Bill, nel ruolo di Simone Trevelyan in May to December e nel ruolo di Lady Catherine Ramsay nella scozzese The Tales of Para Handy.
Oltre ad essere apparsa nella serie educativa per bambini della BBC Through The Dragon's Eye, Carolyn ha preso parte in diversi lungometraggi, tra i quali Tess di Roman Polański, Il segreto di Agatha Christie e The Mirror Crack'd. Infine ha interpretato l'insegnante di Babbanologia di Hogwarts Charity Burbage nel film Harry Potter e i Doni della Morte - Parte 1.

### Vita privata
Sposata con l'artista Tarquin Butler, la coppia ha due figlie, Hettie e Lucy.

## Filmografia parziale

### Cinema
- Il segreto di Agatha Christie (Agatha), regia di Michael Apted (1979)
- Tess, regia di Roman Polański (1979)
- Assassinio allo specchio (The Mirror Crack'd), regia di Guy Hamilton (1980)
- Io no spik inglish, regia di Carlo Vanzina (1995)
- Parnassus - L'uomo che voleva ingannare il diavolo (The Imaginarium of Doctor Parnassus), regia di Terry Gilliam (2009)
- Harry Potter e i Doni della Morte - Parte 1 (Harry Potter and the Deathly Hallows: Part 1), regia di David Yates (2010)
- Natale a Mistletoe Farm (Christmas on Mistletoe Farm), regia di Debbie Isitt (2022)

### Televisione
- Bluebell – serie TV, 8 episodi (1986)
- May to December – serie TV, 24 episodi (1989-1994)
- The Tales of Para Handy – serie TV, 5 episodi (1994-1995)
- Anni 60 – miniserie TV, un episodio (1999)
- L'ispettore Barnaby (Midsomer Murders) – serie TV, episodi 3x02-13x02 (2000-2010)
- Poirot (Agatha Christie's Poirot) – serie TV, episodio 8x01 (2001)
- Valle di luna (Emmerdale) – soap opera, 66 puntate (2003-2005)
- Broadchurch – serie TV, 23 episodi (2013-2017)
- Le indagini di Sister Boniface (Sister Boniface Mysteries) – serie TV, 7 episodi (2022-2023)

## Doppiatrici italiane
Nelle versioni in italiano delle opere in cui ha recitato, Carolyn Pickles è stata doppiata da:
- Anna Rita Pasanisi in Assassinio allo specchio
- Cristiana Lionello in Broadchurch
- Antonella Giannini ne Le indagini di Sister Boniface